# Sabine Appel
Sabine Appel (* 1967 in Schotten) ist eine deutsche Germanistin und Sachbuchautorin.
Sabine Appel studierte Germanistik und Philosophie in Mannheim und Heidelberg. Sie absolvierte Studienaufenthalte in Paris und Cambridge. Im Jahr 1995 wurde Appel in Heidelberg mit einer von Dieter Borchmeyer und Reiner Wiehl betreuten Arbeit über Thomas Manns Romanfigur Felix Krull promoviert. Seitdem ist sie als freie Buchautorin tätig. Appel verfasste Biografien über Elisabeth I., Johann Wolfgang von Goethe, Caroline Schelling, Madame de Staël, Friedrich Nietzsche, Heinrich VIII. oder Katharina von Medici. Ihre Goethe-Darstellung wurde zum „Buch des Jahres“ 1998. Im Jahr 2000 erhielt sie ein Literaturstipendium des Ministeriums für Kultur, Rheinland-Pfalz. Im Jahr 2012 war sie Stipendiatin des Hessischen Literaturrates in der Aquitaine/Frankreich. Appel übte außerdem universitäre Lehrtätigkeiten in den Bereichen deutsche Sprache und Literatur, Philosophie sowie kreatives Schreiben aus.

## Schriften
- Unser Rousseau. Wie ein Genfer Uhrmachersohn die Aufklärung überwand und sie damit vollendete (= Die Andere Bibliothek. Band 440). Die Andere Bibliothek, Berlin 2021, ISBN 978-3-8477-0440-9.
- Katharina von Medici. Strategin der Macht und Pionierin der Neuzeit. Klett-Cotta, Stuttgart 2018, ISBN 978-3-608-96198-0.
- König Heinz und Junker Jörg. Heinrich VIII. gegen Luther gegen Rom. Theiss, Darmstadt 2016, ISBN 978-3-8062-3370-4.
- Caroline Schlegel-Schelling. Das Wagnis der Freiheit. Eine Biographie. Beck, München 2013, ISBN 978-3-406-64626-3.
- Heinrich VIII. Der König und sein Gewissen. Eine Biographie. Beck, München 2012, ISBN 978-3-406-63856-5.
- Madame de Staël. Kaiserin des Geistes. Beck, München 2011, ISBN 978-3-406-61729-4.
- Friedrich Nietzsche. Wanderer und freier Geist. Beck, München 2011, ISBN 978-3-406-61368-5.
- Johann Wolfgang von Goethe. Ein Porträt. Böhlau, Köln 2009, ISBN 978-3-412-20282-8.
- Arthur Schopenhauer. Leben und Philosophie. Biographie. Artemis, Düsseldorf 2007, ISBN 3-538-07241-8.
- Madame de Staël. Biographie einer großen Europäerin. Artemis, Düsseldorf 2006, ISBN 3-538-07231-0.
- Naivität und Lebenskunst. Die Idee der Synthese von Leben und Geist in Thomas Manns Hochstapler-Memoiren (= Europäische Hochschulschriften. Reihe 1, Deutsche Sprache und Literatur. Band 1532). Lang, Frankfurt am Main u. a. 1995, ISBN 3-631-48550-6 (Dissertation Universität Heidelberg 1995).